# Batalha de Quircuque (2014)
A Batalha de Quircuque de 2014 foi uma ofensiva lançada pelo Estado Islâmico contra as forças Peshmerga.

## Antecedentes
Em 10 de junho de 2014, as forças do Estado Islâmico e do Exército Naqshbandi capturaram a segunda maior cidade do Iraque, Mossul, após uma batalha de seis dias.
Em 12 de junho de 2014, as forças curdas dos Peshmerga controlaram a cidade de Quircuque. Depois disso, o exército iraquiano foge antes que qualquer ofensiva fosse lançada pelas forças islamitas.

## Batalha
Em 17 de junho de 2014, as forças do Estado Islâmico iniciaram uma ofensiva para conquistar a cidade. Logo depois, os jiadistas atacaram o vilarejo de Basheer, a 15 quilômetros ao sul da cidade de Quircuque, entrando em conflito com as forças locais e capturando a área após uma hora de combates.  O grupo também capturou dois subdistritos da cidade: um no oeste da cidade de Quircuque (subdistrito de Multaqa) e um no sul da cidade de Quircuque (subdistrito de Taza). No final do dia, as forças Peshmerga com apoio de ataques aéreos de seus aliados, a coalizão liderada pelos Estados Unidos, recapturou ambos os subdistritos.
Em 18 de junho de 2014, o Estado Islâmico tentou capturar a cidade mais uma vez, desta vez na parte norte. Os jiadistas também tentaram apoderar-se de suas reservas de petróleo. No entanto, as forças de Peshmerga defenderam com sucesso a cidade contra o Estado Islâmico novamente. 

## Consequências
No final de julho, a Organização Badr e alguns moradores locais recrutariam combatentes xiitas turcomanos para atacar a aldeia de Bashir para uma tentativa de contraofensiva. 
Na noite de 29 de janeiro e 30 de janeiro, o Estado Islâmico atacou Quircuque em uma nova batalha.